# Osmia inermis
Osmia inermis là một loài Hymenoptera trong họ Megachilidae. Loài này được Zetterstedt mô tả khoa học năm 1838.